# Vimala Devi
Vimala Devi (alias de Teresa da Piedade de Baptista Almeida, Penha de França, Goa, India, 1932) es una escritora y traductora indoportuguesa establecida en Barcelona desde 1973. Su obra está marcada por el simbolismo, modernismo y el surrealismo.

## Biografía
Nacida en la India Portuguesa, se mudó a Lisboa en 1957. Colaboró en los periódicos de Goa, principalmente en O Heraldo como poetisa, cuentista, crítica e historiadora literaria. Investigó sobre la literatura indoportuguesa. Asistió a la Universidad en Lisboa.
Se casó con el escritor Manuel de Seabra. Además de en España, residió en Francia, Alemania, Rusia, Suecia, Brasil, Dinamarca, Bélgica e Inglaterra. En 1960 realizó una gira por Brasil para promover el folclore de Goa. En las décadas de 1960 y 1970, trabajó para la RTP de Portugal. Visitó Angola y Mozambique en 1964. Ese año se mudó a Londres, donde vivió hasta 1971 y trabajó para la BBC. En torno a 1971 se mudó a Barcelona. Nunca volvió a residir en Goa.
Su obra poética evolucionó a lo largo de los años. Su poesía estuvo marcada inicialmente por el simbolismo de Camilo Pessanha y arraigada en la cultura indoportuguesa. Posteriormente por el modernismo de Fernando Pessoa, con una poesía contenida, más libre en su forma y más variada en su temática. Finalmente, su escritura se internacionalizó, siendo influenciada por el concretismo brasileño y por el surrealismo.
Fue autora de la colección de cuentos Monção, en los que representó el mestizaje cultural de las culturas africana y portuguesa en Goa. Además, fue coautora, junto con su marido, del diccionario catalán-portugués/portugués-catalán para la Enciclopèdia Catalana. También realizó la primera traducción de Herberto Helder al catalán.

## Obra

### Prosa
- Monção, 1963
- A Cidade e os Dias, 2008

### Poesía
- Súria: poemas,1962
- Hologramas, 1969
- Telepoemas, 1970
- Hora, 1991
- Rosa secreta, 1992
- El temps irresolt, 1995
- Pluralogo, 1996
- Speguliĝoj, 1998
- Éticas-Ètiques, 2000